# Registro Nacional de Armas
El Registro Nacional de Armas (RENAR), anteriormente Agencia Nacional de Materiales Controlados (ANMaC), es el organismo encargado de registrar, fiscalizar y controlar las armas de fuego, otros materiales regulados y sus usuarios dentro del territorio nacional argentino, con la sola exclusión del armamento perteneciente a las Fuerzas Armadas, proponiendo e implementando políticas para propender al mejor cumplimiento del espíritu de la Ley y depende del Ministerio de Justicia.
Fundado en 1973 como Registro Nacional de Armas, en 2015 fue transformado en organismo descentralizado y se pasó a llamar Agencia Nacional de Materiales Controlados (ANMaC).En 2025, el Ministerio de Desregulación y Transformación del Estado modificó la estructura de la agencia, convirtiéndola en un organismo desconcentrado y volviendo al nombre anterior.

## Funciones
- Registrar, autorizar, controlar y fiscalizar toda actividad vinculada a la fabricación, comercialización, adquisición, transferencia, traslado, tenencia, portación, uso, entrega, resguardo, destrucción, introducción, salida, importación, tránsito, exportación, secuestros, incautaciones y decomisos; realizada con armas de fuego, municiones, pólvoras, explosivos y afines, materiales de usos especiales, y otros materiales controlados, sus usuarios, las instalaciones fabriles, de almacenamiento, guarda y comercialización; conforme las clasificaciones de materiales controlados vigentes, dentro del territorio nacional, con la sola exclusión del armamento perteneciente a las fuerzas armadas.
- Administrar el Banco Nacional de Materiales Controlados y la red de depósitos que formen parte del mismo.
- Efectuar la destrucción, con carácter exclusivo y excluyente en todo el territorio nacional, de todo material controlado en el marco de las leyes 20.429, 25.938, 26.216.
- Determinar los métodos y procedimientos de destrucción de materiales controlados, garantizando su eficacia, eficiencia y sustentabilidad en relación con el medio ambiente.
- Llevar un registro único de información. Conformar y mantener actualizado un banco nacional informatizado de datos.
- Realizar programas de concientización y sensibilización sobre desarme y control de la proliferación de armas de fuego en la sociedad, que promuevan la cultura de la no violencia y la resolución pacífica de los conflictos.
- Realizar campañas de regularización de la situación registral de las personas que tengan bajo su poder armas de fuego, de los materiales controlados y de las actividades relacionadas.
- Organizar y dictar cursos y seminarios de formación a técnicos y funcionarios cuyo desempeño se vincule con la materia. Asimismo, capacitar a las organizaciones de la sociedad civil, universidades, organizaciones territoriales, barriales, medios de prensa, nacionales o internacionales.
- Establecer sistemas de control ciudadano para las autorizaciones que la agencia otorgue, contemplando especialmente mecanismos que contribuyan a la prevención de la violencia de género.
- Llevar adelante políticas de intercambio de información respecto de la normativa y los procesos con organismos extranjeros dentro del marco de la cooperación internacional.
- Realizar programas de investigación sobre el mercado de armas, su uso y sus consecuencias, que puedan ser relevantes para la adopción de políticas estratégicas.
- Evaluar y analizar la efectividad de las normas técnicas y legales y realizar propuestas de modificaciones a los órganos correspondientes.

## Nómina de Directores
| N.º | Director Ejecutivo | Partido | Partido               | Periodo                                       | Presidente                     |
| --- | ------------------ | ------- | --------------------- | --------------------------------------------- | ------------------------------ |
| 1   | Matías Molle       |         | La Cámpora            | 7 de octubre de 2015 - 3 de julio de 2016     | Cristina Fernández de Kirchner |
| 2   | Natalia Gambaro    |         | Propuesta Republicana | 17 de mayo de 2016 - 4 de julio de 2018       | Mauricio Macri                 |
| 3   | Eugenio Cozzi      |         | Independiente         | 4 de julio de 2018 - 1 de enero de 2020       | Mauricio Macri                 |
| 4   | Ramiro Urristi     |         | Independiente         | 24 de abril de 2020 - 1 de julio de 2021      | Alberto Fernández              |
| 5   | Natasa Loizou      |         | La Cámpora            | 9 de agosto de 2021 - 10 de diciembre de 2023 | Alberto Fernández              |
| 6   | Juan Pablo Allan   |         | Propuesta Republicana | 14 de diciembre de 2023 - actualidad          | Javier Milei                   |